# Jean Ping
Jean Ping (ur. 24 listopada 1942 w Omboué) – polityk i dyplomata Gabonu.
Pochodzi z mieszanej rodziny: ojciec – Cheng Zhiping (chiń. 程志平) był Chińczykiem, a matka pochodziła z Gabonu. Na Uniwersytecie Paryskim (tzw. Sorbonie) obronił doktorat z ekonomii. W latach 1972–1978 pracował dla UNESCO, następnie był stałym przedstawicielem Gabonu przy ONZ (1978–1984). Od 1984 członek władz państwowych Gabonu – był szefem gabinetu prezydenta, a od 1990 ministrem wielu resortów – informacji, kopalni, zasobów wodnych i energetyki, planowania, środowiska i turystyki; był także wiceministrem w resortach finansów, gospodarki, budżetu i prywatyzacji. Od 1999 minister stanu, szef resortu spraw zagranicznych i współpracy ze Wspólnotą Frankofonii. Od 1996 deputowany do parlamentu.
W 2004 przewodniczący 59. sesji zwyczajnej Zgromadzenia Ogólnego ONZ. Od 2008 do października 2012 przewodniczący Komisji Unii Afrykańskiej.
Autor publikacji ekonomicznych, został wyróżniony honorowymi doktoratami Chińskiego Instytutu Dyplomacji oraz Instytutu Badań Afrykańskich przy Rosyjskiej Akademii Nauk w Moskwie.